# Meconta (distrito)

localização do distrito de Meconta in Moçambique

Meconta é um distrito da província de Nampula, em Moçambique, com sede na vila de Meconta. Tem limite, a norte com o distrito de Muecate, a oeste com o distrito de Nampula, a sul com o distrito de Mogovolas, e a este com os distritos de Mogincual e Monapo. 

## Demografia
Em 2007, o Censo indicou uma população de 154 843 residentes. Com uma área de 3733  km², a densidade populacional rondava os 41,48 habitantes por km².
De acordo com o Censo de 1997, o distrito tem 123 097 habitantes, daqui resultando uma densidade populacional de 33,0 habitantes por km².

## Divisão administrativa
O distrito está dividido em quatro postos administrativos (7 de Abril, Corrane e Meconta e Namialo), compostos pelas seguintes localidades:
- Posto Administrativo de 7 de Abril:
  - 7 de Abril
- Posto Administrativo de Corrane:
  - Corrane
  - Jabir
  - Mecua 1
- Posto Administrativo de Meconta:
  - Meconta
- Posto Administrativo de Namialo:
  - Namialo